# Ripley's Game
Ripley's Game (bra: O Retorno do Talentoso Ripley; prt: O Jogo de Mr. Ripley) é um filme de suspense britano-ítalo-americano de 2002, dirigido por Liliana Cavani. O roteiro adapta livro homônimo de 1974 de Patricia Highsmith, o terceiro com o personagem Tom Ripley. O livro já havia sido adaptado anteriormente pelo cinema alemão com O Amigo Americano de 1977 pelo diretor Wim Wenders com o protagonismo de Dennis Hopper e Bruno Ganz.

## Elenco
- John Malkovich...Tom Ripley
- Dougray Scott...Jonathan Trevanny
- Ray Winstone...Reeves
- Lena Headey...Sarah Trevanny
- Chiara Caselli...Luisa Harari
- Sam Blitz...Matthew Trevanny
- Paolo Paoloni...Franco
- Evelina Meghnagi...Maria
- Lutz Winde...Ernst
- Wilfred Xander...Belinsky

## Sinopse
Tom Ripley está envolvido com falsificação de arte em Berlim, associado ao gângster britânico Reeves. Três anos depois, Ripley está extremamente rico e vive numa vila em Veneto na Itália com a esposa Luisa, concertista de cravo. Ele é convidado para uma festa pelo vizinho Jonathan Trevanny, um moldurista de retratos e pinturas mas, ao ir até lá, Ripley ouve seu anfitrião insultar seu gosto artístico pela reforma que fizera na vila, e aludir ao passado obscuro dele. Pouco depois, Reeves reaparece e conta a Ripley que seus negócios em Berlim estão sofrendo prejuízos causados pela máfia russa e quer que o antigo sócio elimine a concorrência. Ripley se nega mas ao saber pela esposa que Jonathan sofre de leucemia terminal, ele, por despeito, o recomenda a Reeves. Tentado pelo dinheiro oferecido, que poderá ajudar o filho e a esposa depois que ele morrer, Jonathan acaba aceitando o serviço. Reeves depois chantageia Jonathan para que pratique mais assassinatos e Ripley resolve ajudar o vizinho. Os mafiosos ficam sabendo da culpa de Reeves e da cumplicidade dos dois comparsas dele e vão até a Itália para se vingarem. 

## Recepção
O filme recebeu críticas positivas com 95% "fresco" no site Rotten Tomatoes. Roger Ebert incluiu Ripley's Game em sua lista de "Grandes Filmes", afirmando que é (em tradução livre, como as demais) " o melhor dos quatro" filmes de Ripley que haviam sido lançados (Plein soleil, O Amigo Americano, The Talented Mr. Ripley e Ripley's Game) e Malkovich é "precisamente o Tom Ripley que eu imaginava quando lia os romances" elogiando o que ele achou como "uma das [dele] performances mais brilhantes e insidiosas". Ebert criticou a decisão de não lançar o filme nos cinemas norte-americanos, escrevendo: "A falha de não abri-lo para os cinemas é um erro vergonhoso".
Peter Travers da Revista Rolling Stone deu ao filme 3,5 estrelas de 4 possíveis, escrevendo: "Pinturas próprias de Malkovich permeiam a trama – gelado em um momento, furioso em outro – com requinte de mestre. Highsmith escreveu cinco romances de Ripley, e vários atores representaram o personagem, mais recente e mais suavemente Matt Damon em The Talented Mr. Ripley. Mas Malkovich domina o papel. Ele joga pra valer". David Rooney da Revista Variety escreveu: "A elegante e maliciosa interpretação de Malkovich deu a Ripley's Game um centro magnético, complementado pela eficiente direção de Liliana Cavani num sentimento retrô agradável que remete aos suspenses britânicos sobre a Guerra Fria da década de 1960. Apesar de algumas tramas rasteiras e um ato final que poderia ser mais agudo, é um suspense adulto que deve encontrar uma audiência receptiva".
Outros críticos gostaram menos, como Peter Bradshaw do The Guardian, que deu ao filme duas estrelas de um total de cinco . Alguns críticos o compararam desfavoravelmente com a adaptação de 1977 de Wim Wenders, O Amigo Americano. Nathan Rabin de The Onion's A.V. Club considerou "Ripley's Game com ausência fatal de conflitos, da humanidade desesperada que fez Wenders pegar o mesmo material de modo assombrosamente trágico. Com o suavemente genérico assassino internacional de Malkovich, tudo é artesanal e sem alma, com a complexidade e a profundidade funcionando como danos colaterais para a mecanicidade lustrosa do filme". Neil Young's Film Lounge deu a Ripley's Game uma nota 6 de um total de 10, chamando o filme de "largamente sem inspiração" adaptado por um diretor "pedestre", e comparando com o "brilhante" The American Friend, "sentindo que qualquer fã de Highsmith e/ou The American Friend terá grandes problemas com essa versão".